# 美野臨時乘降場
美野臨時乘降場（日语：／ Mino karijōkō-ba */?）是位於北海道北見市端野町緋牛內，日本國有鐵道（國鐵）的網走本線臨時乘降場（廢站）。此站的廢除日期不詳，但是在1958年測量的地形圖中還可看見此站的存在，因此推測至少營運至當年。

## 歷史
- 1946年（昭和21年）7月：臨時乘降場啟用[1]。
- 日期不詳（1958年起後）：臨時乘降場廢除。

## 車站周邊
- 國道39號（北見國道）
- 在靠近美幌一方的緋牛内隧道前的國道上設有北海道北見巴士（日语：北海道北見バス）美幌・津別線美野入口巴士站。

## 相鄰車站
以下內容截至廢站一刻。
日本國有鐵道
網走本線
緋牛內－美野臨時乘降場－鳥之澤

## 注腳
1. 1 2  石野哲（編）. . JTB. 1998: 921. ISBN 978-4-533-02980-6 （日语）.